# París-Camembert 2019
La 80.ª edición de la clásica ciclista París-Camembert fue una carrera en Francia que se celebró el 16 de abril de 2019 con inicio en la ciudad de Pont-Audemer y final en la ciudad de Livarot sobre un recorrido de 182 kilómetros.
La carrera formó parte del UCI Europe Tour 2019, dentro de la categoría UCI 1.1. El vencedor fue el francés Benoît Cosnefroy del AG2R La Mondiale seguido de los también franceses Pierre-Luc Périchon del Cofidis, Solutions Crédits y Quentin Jauregui también del AG2R La Mondiale.

## Equipos participantes
Tomaron parte en la carrera 16 equipos: 2 de categoría UCI WorldTeam; 11 de categoría Profesional Continental; y 3 de categoría Continental. Formando así un pelotón de 104 ciclistas de los que acabaron 77. Los equipos participantes fueron:
| WorldTeams (2)- AG2R La Mondiale - Groupama-FDJ Equipos continentales profesionales (11)- Androni Giocattoli-Sidermec - Arkéa-Samsic - Cofidis, Solutions Crédits - Delko-Marseille Provence - Total Direct Énergie - Vital Concept-B&B Hotels - Euskadi Basque Country-Murias - Rally UHC Cycling - Sport Vlaanderen-Baloise - Wallonie Bruxelles - Wanty-Groupe Gobert Equipos continentales (3)- Natura4Ever-Roubaix Lille Métropole - Saint Michel-Auber 93 - Amore & Vita-Prodir |
| |

## Clasificación final
- Las clasificaciones finalizaron de la siguiente forma:[3]

| \| Clasificación general \| Clasificación general \| Clasificación general \| Clasificación general \| Clasificación general \| \| Ciclista \| Ciclista \| Equipo \| Tiempo \| \| \| --------------------- \| --------------------- \| --------------------------- \| --------------------- \| --------------------- \| \| 1.º \| Benoît Cosnefroy \| AG2R La Mondiale \| 4 h 29 min 50 s \| \| \| 2.º \| Pierre-Luc Périchon \| Cofidis, Solutions Crédits \| + 3 s \| \| \| 3.º \| Quentin Jauregui \| AG2R La Mondiale \| + 5 s \| \| \| 4.º \| Romain Hardy \| Arkéa-Samsic \| + 5 s \| \| \| 5.º \| Julien El Fares \| Delko Marseille Provence \| + 5 s \| \| \| 6.º \| Mathijs Paasschens \| Wallonie Bruxelles \| + 5 s \| \| \| 7.º \| Jérôme Cousin \| Total Direct Énergie \| + 5 s \| \| \| 8.º \| Kevin Geniets \| Groupama-FDJ \| + 5 s \| \| \| 9.º \| Élie Gesbert \| Arkéa-Samsic \| + 8 s \| \| \| 10.º \| Andrea Vendrame \| Androni Giocattoli-Sidermec \| + 37 s \| \| |                     |                             |                 |
| |                     |                             |                 |
| Fuente: ProCyclingStats |                     |                             |                 |
| Clasificación general |                     |                             |                 |
| Ciclista | Ciclista            | Equipo                      | Tiempo          |
| 1.º | Benoît Cosnefroy    | AG2R La Mondiale            | 4 h 29 min 50 s |
| 2.º | Pierre-Luc Périchon | Cofidis, Solutions Crédits  | + 3 s           |
| 3.º | Quentin Jauregui    | AG2R La Mondiale            | + 5 s           |
| 4.º | Romain Hardy        | Arkéa-Samsic                | + 5 s           |
| 5.º | Julien El Fares     | Delko Marseille Provence    | + 5 s           |
| 6.º | Mathijs Paasschens  | Wallonie Bruxelles          | + 5 s           |
| 7.º | Jérôme Cousin       | Total Direct Énergie        | + 5 s           |
| 8.º | Kevin Geniets       | Groupama-FDJ                | + 5 s           |
| 9.º | Élie Gesbert        | Arkéa-Samsic                | + 8 s           |
| 10.º | Andrea Vendrame     | Androni Giocattoli-Sidermec | + 37 s          |

## UCI World Ranking
La París-Camembert otorgó puntos para el UCI World Ranking para corredores de los equipos en las categorías UCI WorldTeam, Profesional Continental y Equipos Continentales. Las siguientes tablas son el baremo de puntuación y los 10 corredores que obtuvieron más puntos:
| Posición   | 1.º | 2.º | 3.º | 4.º | 5.º | 6.º | 7.º | 8.º | 9.º | 10.º | 11.º | 12.º | 13.º-15.º | 16.º-25.º |
| Puntuación | 125 | 85  | 70  | 60  | 50  | 40  | 35  | 30  | 25  | 20   | 15   | 10   | 5         | 3         |

| Clasificación |                     |                             |        |
| Posición      | Ciclista            | Equipo                      | Puntos |
| ------------- | ------------------- | --------------------------- | ------ |
| 1.º           | Benoît Cosnefroy    | AG2R La Mondiale            | 125    |
| 2.º           | Pierre-Luc Périchon | Cofidis, Solutions Crédits  | 85     |
| 3.º           | Quentin Jauregui    | AG2R La Mondiale            | 70     |
| 4.º           | Romain Hardy        | Arkéa Samsic                | 60     |
| 5.º           | Julien El Fares     | Delko Marseille Provence    | 50     |
| 6.º           | Mathijs Paasschens  | Wallonie Bruxelles          | 40     |
| 7.º           | Jérôme Cousin       | Total Direct Énergie        | 35     |
| 8.º           | Kevin Geniets       | Groupama-FDJ                | 30     |
| 9.º           | Élie Gesbert        | Arkéa Samsic                | 25     |
| 10.º          | Andrea Vendrame     | Androni Giocattoli-Sidermec | 20     |